# Bernardino Terés
Bernardino Terés Díaz (* 20. Mai 1882 in Funes, Navarra, Spanien; † 5. August 1969) war ein argentinischer Tangopianist, Bandleader und Komponist spanischer Herkunft.

## Leben
Terés hatte in seiner Kindheit Unterricht beim Organisten seiner Heimatgemeinde. In Mexiko spielte er bei einer religiösen Zeremonie die Orgel, an der auch Musiker des Orchesters des Teatro Principal mitwirkten. Er wurde Mitglied und 1900 Leiter des Orchesters, mit dem er in vielen Städten Mexikos und in Kuba auftrat und schließlich nach Buenos Aires kam. Dort wurde er 1909 Orchesterleiter der spanischen Theatertruppe am Teatro Avenida, wo populäre Zarzuelas wie La gran vía und La verbena de La Paloma aufgeführt wurden.
Von 1911 bis 1913 tourte Terés durch Chile, Lima und Kolumbien. Nach seiner Rückkehr gründete er mit Francisco Lozano am Teatro Apolo eine aus spanischen und argentinischen gemischte Company. Mit dem von ihm gegründeten Mädchenchor Las vírgenes de Terés machte er die revista criolla populär. Er brachte Stücke des teatro criollo von Autoren wie Carlos Goicochea, Carlos Mauricio Pacheco und Antonio De Bassi auf die Bühne, und unter seiner Leitung trat 1922 der damals zehnjährige Narciso Ibáñez Menta (Narcisín) auf. 
Als Komponist schrieb er für Azucena Maizani, Ada Falcón, María Esther Gamas und Manolita Poli, die er auch selbst begleitete, für Sofía Bozán und Alberto Anchart und komponierte Texte von Ivo Pelay und Carlos A. Petit. Insgesamt wurden etwa 200 seiner Kompositionen aufgenommen, darunter Cositas allein von Raquel Meller, Linda Thelma und Lola Membrives.